# 이경복 (1924년)
이경복(李慶福, 1924년 ~ 1950년 6월 30일)은 대한민국의 군인으로 한국 전쟁 초기 첫 공군 전사자이다.
1924년 7월 경북 포항 출생으로 일본으로 건너가 1943년 일본 간사이 상업학교를 졸업하고 1944년 도성 항공기승무원 양성소를 졸업했다.
광복 후 육군에 항공부대가 창설되자 1948년 9월 항공병 제2기생으로 육군항공사령부에 입대했다가 1950년 한국 전쟁이 발발하자 L-5를 타고 적지를 정찰하는 임무와 지휘관 수송임무 등을 수행하는 한편 남하하는 적을 향해 30파운드 폭탄을 맨손으로 투하하기도 하였다.
1950년 6월 30일 북한군이 한강 도하를 시작하자 L-5기에 백성흠 일등상사를 태우고 서울 남부지역을 정찰하다가 북한군의 대공포화에 애기의 우측날개가 피탄됨에 따라 노량진 상공에서 산화해 한강 남안 강기슭에 추락해 전사했다.
사후 한국 전쟁 개전 이후 대한민국 공군의 첫 전사자가 되었고 충무무공훈장을 수여받았으며 공군 일등상사에서 공군 소위로 1계급 특진이 추서되었다.